# Бипедализм
Бипедали́зм (также бипедальность или двуногость) — способ передвижения по твёрдой поверхности при помощи двух парных конечностей (ног). Характерен для многих птиц и нептичьих динозавров, некоторых сумчатых млекопитающих, тушканчиков, тушканчикоподобных грызунов (например, мешотчатых прыгунов) и человека. Также был характерен для некоторых примитивных архозавриформов. Животные, передвигающиеся на двух конечностях, называются бипедами.

## В природе
Различают следующие формы бипедализма:
- факультативный бипедализм — используемый животным время от времени (например, как у утконосых динозавров);
- облигатный бипедализм — постоянный (например, как у страуса и человека).

В ходе эволюции бипедализм неоднократно возникал независимо у различных групп наземных хордовых животных. Впервые бипедализм возник у нескольких групп амниот, а именно у завропсид группы архозавриформов, а также синапсид группы цинодонтов. Первые амниоты передвигались на четырёх конечностях, которые раздвигались в разные стороны и не были способны постоянно поддерживать туловище над землёй (отсюда — «пресмыкание»). Это соответствовало их относительно малоподвижному образу жизни и менее интенсивному обмену веществ. Возникновению бипедализма способствовал более подвижный образ жизни, связанный с бегом и активным преследованием добычи. Поскольку постоянное поддержание тела над землёй и длительная локомоторная активность требовали больших энергозатрат по сравнению с пресмыканием, изменения в мышцах и костях сопровождались ускорением обмена веществ.

### Завропсиды
Бипедализм впервые возник в среднем триасе у представителей завропсид (группы, ныне представленной пресмыкающимися и птицами). А именно, у древних архозавров (группы орнитодир). Дальнейшее развитие бипедализм получил у других её представителей, динозавроморфов.
Бипедализму способствовал ряд анатомических изменений у ранних архозавриформов. Их лобковая и седалищная кости начали удлиняться, передние ноги — укорачиваться. Тяжёлый длинный хвост практически лишился подвижности из-за срастания тазовых костей и превратился в балансир, уравновешивающий массу вытянутого туловища. Задние конечности при ходьбе стали перемещаться в плоскости, параллельной плоскости тела, а голеностопный сустав получил возможность пружинить при ходьбе. Это обеспечивало более экономный расход сил, а опора переместилась на средний (третий) палец. Конечности стали перемещаться непосредственно под туловище, занимая более стабильное вертикальное (выпрямленное) положение. Это позволило многим группам архозавриформов время от времени или постоянно передвигаться на двух конечностях, подобно современным бегающим птицам.
Более продвинутые архозавриформы (ранние динозавры: как ящеротазовые, так и птицетазовые) были активными хищниками. Как минимум иногда они передвигались на задних конечностях. Это способствовало их быстрому прогрессу, особенно после вымирания большинства цинодонтов на рубеже пермского и триасового периода. В юрском периоде почти все более-менее крупные наземные животные (свыше метра в длину) были динозаврами.
Постепенно часть динозавров перешло на растительную пищу, занимая освободившиеся экологические ниши. Как следствие, большинство растительноядных видов вновь вернулись к передвижению на четырёх конечностях. Эволюция же хищников продолжала идти по «двуногому» пути. В течение 140 млн лет (вплоть до конца мелового периода) основными наземными хищными позвоночными были бипедальные динозавры. Причём у абелизавридов передние конечности оказались практически совсем утрачены в ходе эволюции, а у манирапторов — напротив, развились в специализированную хватательную форму).
Среди современных пресмыкающихся (нептичьих завропсид) бипедализм редок. В отличие от древних двуногих рептилий, у них сохраняется «растопыренное» расположение конечностей, так что бег на задних ногах в их исполнении выглядит неуклюже. Современные пресмыкающиеся в основном сохраняют подобный примитивным архозавриформам характер передвижения. Из современных нептичьих рептилий только у крокодилов конечности могут занимать положение под туловищем, причём исключительно при беге. Как следствие, в качестве примеров современных пресмыкающихся с (факультативным) бипедализмом можно привести только плащеносную ящерицу и некоторых сравнительно поздних видов крокодилов.

#### Птицы
Бипедальные динозавры были предками птиц. Более того, птицы сами являются современными бипедальными динозаврами в соответствии с принципами кладистической классификации. Птицы произошли от более примитивных хищных ящеротазовых динозавров.
Бипедализм — изначальная черта птиц: их покрытые перьями передние конечности превратились в крылья, а вся остальная анатомия адаптировалась к полёту. Впоследствии часть птиц вновь вернулась к полностью наземному образу жизни, утратив способность летать. В результате, некоторые птицы утратили киль, а их крылья — летательную функцию. У многих видов нелетающих птиц развилась способность к быстрому бегу. Так взрослый африканский страус способен развивать скорость до 70 км/ч. Ещё одна группа птиц — пингвины, — также утратила способность к полёту. Крылья этих птиц, ставших полуводными животными, трансформировались в ласты. Передвигаются по твёрдой поверхности они также на двух задних конечностях. При этом позвоночник пингвинов располагается практически вертикально.

### Синапсиды
Параллельно с завропсидами бипедализм стал развивался у некоторых групп синапсид. А именно, у цинодонтов  — предков современных млекопитающих. Как и в случае со завропсидами, ранние цинодонты претерпели ряд анатомических изменений, способствующих бипедализму. Их хвост значительно уменьшился в размерах и перестал участвовать в передвижении, позвоночник приобрёл способность к вертикальному изгибу во время бега на четырёх ногах (при одновременном уменьшении способности к поперечному изгибу), лобковая и седалищная кости уменьшились в размерах, а подвздошная — увеличилась, обеспечивая надёжную опору для сильных мышц конечностей. Эта группа синапсид стала специализироваться к бегу на четырёх ногах, аналогично современным хищным млекопитающим. Она достигла большого эволюционного успеха на протяжении пермского периода, но по какой-то причине практически сошла со сцены в мезозое — большинство мезозойских форм цинодонтов, в том числе млекопитающих, имеют очень мелкие размеры.

##### Млекопитающие
Наибольшее распространение бипедализм получил среди сумчатых млекопитающих (кенгуру, кенгуровые крысы и др.). Судя по некоторым сообщениям очевидцев, недавно вымерший тилацин мог вставать на задние лапы во время преследования добычи, переходя с галопа на прыжки, подобно кенгуру.
Среди плацентарных млекопитающих бипедализм редок и является скорее исключением. Видимо, причиной этого является отсутствие у млекопитающих тяжёлого мясистого хвоста, способного служить при ходьбе на двух ногах в качестве балансира (утраченного ещё их давними предками, зверозубыми рептилиями, в ходе адаптации к бегу на четырёх ногах). Из-за этого большинство бипедальных млекопитающих перемещаются не бегом, а прыжками на задних лапах.
Переход предков человека к постоянному хождению и бегу на двух ногах потребовал значительных изменений их анатомии. В качестве примеров можно привести лептиктидий, тушканчиковых, долгоногов. Многие обезьяны в норме передвигаются на четырёх ногах, однако могут ходить и на двух, в неволе иногда даже переходя к постоянному бипедализму. Например, бонобо ходит на двух ногах при переноске детёнышей или предметов, изредка для добычи пищи. Вставать на задние лапы могут медведи, однако в природе пользуются этим не для передвижения, а для обзора окрестностей. Ходить на задних лапах могут дрессированные кошки и собаки.
Переход гоминид к хождению на двух задних конечностях способствовал развитию передних конечностей (рук), с помощью которых было удобно пользоваться примитивными орудиями труда, переносить пищу из одного места в другое. В свою очередь, развитие ручного труда способствовало развитию головного мозга. Вместе с тем переход гоминид к бипедальности имел и негативный побочный эффект — человек стал единственным млекопитающим, детёныши которого рождаются с не до конца сформированными черепной коробкой и головным мозгом. Однако именно «недоразвитый» в момент рождения мозг ребёнка позволяет ему освоить такой объём информации, который позволяет адаптироваться к жизни в сложном человеческом обществе.
Исследование полукружных каналов у современных и ископаемых обезьян и людей из Азии, Европы и Африки, указывает на трёхступенчатую эволюцию человеческого прямохождения. Самые ранние обезьяны передвигались по деревьям в стиле, наиболее похожем на то, как передвигаются  современные гиббоны. Последний общий предок обезьян и людей по своему локомоторному репертуару был похож на Lufengpithecus и использовал комбинацию лазания и карабкания, подвешивания передних конечностей, древесного двуногого и наземного четвероногого положения. Из этого широкого наследственного локомоторного репертуара развилось человеческое прямохождение.

## В технике
Механизмы, использующие бипедальный способ передвижения, пока не получили большого распространения из-за технических сложностей его исполнения. Из используемых на практике механизмов можно назвать шагающие экскаваторы. Также существуют проекты роботов, передвигающихся на двух ногах. Примерами роботов-шагоходов такого типа могут служить ASIMO, TOPIO, Atlas и другие.